# Dan Berner
Dan Rolf Mattias Berner, numera Dan Lindberg, född 22 februari 1975 i Nacka församling i Stockholms län, är en svensk nynazistisk aktivist och skribent vid Nya Tider som är dömd för dråp och hets mot folkgrupp. Han har en ledande roll i den högerextrema föreningen Det fria Sverige, och har beskrivit sig själv som nationalsocialist.

## Biografi
Dan Berner är son till översättaren och författaren Rolf Berner. Under 90-talet blev Berner aktiv som nynazistisk skribent på Usenet och i tidningen Nordland.

### Matti-affären
Berners namn blev känt för allmänheten då han i samband med den uppmärksammade Matti-affären dömdes till fängelse för hets mot folkgrupp på grund av en föreläsning under titeln "Vad vill nazisterna?" på Umeå universitet 5 december 1997. Berner talade på inbjudan av sin dåvarande flickvän, doktoranden i sociologi Karolina Matti. Berner lät två kamrater filma föreläsningen. Det kom nio åhörare, varav några kontaktade universitetet och media. Dagens Nyheter skrev om föreläsningen 9 december, rektor Sigbrit Franke tillsatte en utredning, och Matti stängdes av från undervisningen. En medarbetare på Västerbottens-Kuriren tittade på videoinspelningen hemma hos Matti, där även Berner befann sig. Inspelningen blev sedan bevismaterial för åklagaren.
Den 16 juni 1998 dömde tingsrätten Berner till en månads fängelse för hets mot folkgrupp. Matti fick villkorlig dom för medhjälp till hets mot folkgrupp. Hovrätten skärpte straffet till två månaders fängelse för att även yttranden om en judisk konspiration kring Förintelsens historieskrivning bedömdes vara straffbara. Högsta domstolen slog fast att Berner och Matti inte åtnjöt meddelarskydd för videoinspelningen och fastställde därmed hovrättens dom.

### Dråpet på Åke Sterner
1994 begick Berner ett brott som skulle få sin upplösning långt senare. År 1994 dödades svenskläraren Åke Sterner i sin lägenhet på Hornsgatan i Stockholm. Länge hade polisen ingenting att gå på, men i början av 2000-talet byggde kriminalkommissarie Bo Wide upp den s.k. ”Cold Case-gruppen” i Stockholms län. Under 2003 fick de ett anonymt tips om att Dan Berner varit inblandad i mordet och tog in honom till förhör. Ställd inför DNA-bevisning erkände han brottet efter 25 minuter och dömdes senare till 6 års fängelse för dråp av Stockholms tingsrätt. Till sitt försvar angav han att hans dåvarande flickvän hade påstått sig ha blivit utsatt för sexuella övergrepp av Åke Sterner och att han endast hade för avsikt att skrämma mannen med en kniv men att händelsen spårade ur och Sterner knivhöggs till döds. Vid tiden för gripandet hade Dan Berner blivit far till två barn med den kvinna han levde tillsammans med sedan några år.

### Publiceringen av nazister och MC-kriminella 1999
Den 30 november 1999 publicerade Dagens Nyheter, Expressen, Svenska Dagbladet och Aftonbladet gemensamt en förteckning med namn och bild på 62 nazister och MC-kriminella som ansågs särskilt farliga. Berner var en av de utpekade nazisterna och upplevde det som "rena krigsförklaringen". Efter publiceringen sa han sig ha lämnat nazismen, men fortfarande vara rasist. Valet av publiceringsdag var medveten eftersom den sammanfaller med Karl XII:s dödsdag, en händelse som hyllas och uppmärksammas årligen av högerextrema grupperingar. Berner, som då studerade vid Uppsala universitet, upplevde till följd av publiceringen problem med sina studier och i privatlivet.

### Senare liv
I mars 2008 uppgavs Berner vara grundare till Svenska Uppsala, en "oberoende nationalistisk aktivistorganisation" i Uppsala med omnejd. Han blev senare medlem i Nationaldemokraterna, där han arbetade med partiets tidning Nationell Idag. När tidningen senare omvandlades till Nya Tider blev Berner skribent i tidningen.
2023 uppmärksammades Berner återigen i media, då han stämt en granskande journalist som i en podd beskrivit honom som "dömd nazist". Rättegången uppmärksammades stort i bland annat Dagens Nyheter, som en del i en större kampanj för att försvåra användandet av begreppet "nazist" om högerextrema. Stämningen avslogs, mot bakgrund av Berners roll som skribent på Nya Tider. Tingsrätten konstaterade ”att påståenden om att en meningsmotståndare är extremist eller anti-demokrat inte utgör förtal".